# Ictalurus lupus
Ictalurus lupus је зракоперка из реда Siluriformes и фамилије Ictaluridae.

## Угроженост
Подаци о распрострањености ове врсте су недовољни.

## Распрострањење
Врста има станиште у Мексику и Сједињеним Америчким Државама.

## Станиште
Станиште врсте су слатководна подручја.